# Eppeville
Eppeville település Franciaországban, Somme megyében. Lakosainak száma 1719 fő (2022. január 1.). Eppeville Ham, Esmery-Hallon, Hombleux, Muille-Villette és Sancourt községekkel határos.

## Népesség
A település népességének változása:
| Lakosok száma | 1868 | 1839 | 1871 | 1816 | 1810 | 1789 | 1766 | 1742 | 1719 |
|               | 2013 | 2015 | 2016 | 2017 | 2018 | 2019 | 2020 | 2021 | 2022 |